# Conselhos de Sabedoria
Conselhos de Sabedoria é um texto de literatura sapiencial babilônica escrito em acadiano contendo exortações morais. É composto primariamente por unidades de duas linhas, sem seções. Uma tradução de partes existentes do texto foi publicada em Lambert 1996. Os manuscritos existentes são fragmentários, mas o original foi estimado em cerca de 160 linhas.

## Data de autoria
Os estudiosos discordam sobre a data da obra. Gemser e Bohl a situaram na Primeira Dinastia, mas Lambert acredita que deveria ser datada do período cassita. A obra é atestada primariamente por uma tábua de pedra com escrita babilônica tardia.

## Comparação com a literatura sapiencial em geral
O texto é direcionado a "meu filho", que pode ser um filho físico, um aluno, um sucessor ou um elemento do gênero literário, como acontece na literatura sapiencial posterior. Os estudiosos observaram que vários textos de literatura de sabedoria antiga são semelhantes, incluindo as Instruções de Churupaque, Conselhos de um Pessimista e o Hino a Šamaš (ver Samas). Juntas, essas obras formavam um gênero antigo. Similaridades foram notadas com o Livro de Provérbios, mas nenhuma dependência literária foi encontrada. Acredita-se que os Conselhos de Sabedoria tenham sido relativamente populares em seu tempo, uma vez que fragmentos dessa passagem são citados em outras obras existentes.

## Bondade para com os malfeitores
O estudioso bíblico John Nolland vê uma passagem nos Conselhos de Sabedoria como um possível precursor do comando de Jesus para "amar seus inimigos": "Não retribua o mal ao homem que disputa com você; retribua com bondade seu malfeitor... sorria para o seu adversário."